# Hyaloteuthis pelagica
Genre
Espèce
Statut de conservation UICN

 LC  : Préoccupation mineure
Hyaloteuthis pelagica est une espèce de mollusques céphalopodes marins de la famille des Ommastrephidae. C'est la seule espèce du genre Hyaloteuthis.

### Pour l'espèce
- (en) Tree of Life Web Project : Hyaloteuthis pelagica
- (en) UICN : espèce Hyaloteuthis pelagica (Bosc, 1802) (consulté le 21 mai 2015)
- (en) WoRMS : espèce Hyaloteuthis pelagica (Bosc, 1802)
- (en) Animal Diversity Web : Hyaloteuthis pelagica
- (en) NCBI : Hyaloteuthis pelagica (taxons inclus)

### Pour le genre
- (en) Tree of Life Web Project : Hyaloteuthis
- (en) Catalogue of Life : Hyaloteuthis Gray, 1849 (consulté le 6 avril 2023)
- (fr + en) ITIS : Hyaloteuthis  Gray, 1849
- (en) WoRMS : Hyaloteuthis (+ liste espèces)
- (en) Animal Diversity Web : Hyaloteuthis
- (en) NCBI : Hyaloteuthis (taxons inclus)